# جاسم بن حمد آل ثاني
جاسم بن حمد بن خليفة آل ثاني (مواليد 25 أغسطس 1978)، ولي عهد دولة قطر الأسبق، والممثل الشخصي لأمير قطر. وهو الابن الثالث لأمير دولة قطر الشيخ حمد بن خليفة آل ثاني والأول من زوجته الشيخة موزة بنت ناصر المسند. تولى ولاية العهد من 22 أكتوبر 1996 حتى تنازل عنها لأخيه الشيخ تميم بن حمد بن خليفة آل ثاني في 5 أغسطس 2003.

## طفولته وتعليمه
الشيخ جاسم هو الابن الثالث لأمير قطر السابق حمد بن خليفة آل ثاني. والدته هي موزة بنت ناصر المسند، الزوجة الثانية لوالده. تلقى تعليمه في الأكاديمية العسكرية الملكية ساندهيرست. التحق بمدرسة ميلتون آبي، وهي مدرسة داخلية مستقلة في قرية ميلتون آباس، بالقرب من بلاندفورد فوروم في دورست في جنوب غرب إنجلترا.

## حياته المهنية
بعد تخرجه، عُيِّن الشيخ جاسم ملازمًا ثانيًا في القوات المسلحة القطرية في 9 أغسطس 1996. ثم عين وليًا للعهد في 23 أكتوبر 1996، ليحل محل شقيقه الأكبر غير الشقيق مشعل بن حمد آل ثاني. في 5 أغسطس 2003، تنازل جاسم عن حقوقه لصالح شقيقه الأصغر الشيخ تميم، مؤكدًا في رسالة إلى والده أن الوقت قد حان للتنحي والاستعداد لخليفة جديد. وقد أشار في رسالته إلى أنه لم يرغب في تعيينه وليًا للعهد منذ البداية، ووافق على المنصب في أكتوبر 1996 بسبب "ظروف حساسة".
كما شغل الشيخ جاسم عدة مناصب هامة، منها الممثل الشخصي للأمير السابق، وهو الرئيس الفخري للجمعية القطرية لمكافحة السرطان منذ عام 1997. بالإضافة إلى ذلك، يشغل منصب رئيس اللجنة العليا للتنسيق والمتابعة منذ عام 1999 ورئيس المجلس الأعلى للبيئة والموارد الطبيعية منذ عام 2000. ومنذ عام 2003، كان أيضًا راعيًا لأكاديمية أسباير وعضوًا في مجلس أمناء مؤسسة قطر.

## حياته الخاصة
تزوج الشيخ جاسم من ابنة عمه الشيخة بثينة بنت حمد آل ثاني، ابنة الشيخ حمد بن علي آل ثاني، في قصر الوجبة بالدوحة، في 30 مارس 2006. ورزقا بتسعة أبناء، ثلاثة أبناء وست بنات:
- الشيخة موزة بنت جاسم بن حمد آل ثاني (2007)
- الشيخ فهد بن جاسم بن حمد آل ثاني (2008)
- الشيخة هند بنت جاسم بن حمد آل ثاني (2009)
- الشيخ حمد بن جاسم بن حمد آل ثاني (2010)
- الشيخ تميم بن جاسم بن حمد آل ثاني (2013)
- الشيخة المياسة بنت جاسم بن حمد آل ثاني (2015)
- الشيخة ضي بنت جاسم بن حمد آل ثاني (2018)
- الشيخة غند بنت جاسم بن حمد آل ثاني (2021)
- الشيخة نايلة بنت جاسم بن حمد آل ثاني.

| سبقه حمد بن خليفة آل ثاني | ولي عهد قطر 1995م - 2003م | تبعه تميم بن حمد آل ثاني |

## أقوال و ذکریات عنه
أكبر هاشمي رفسنجاني في ۲۳ مارس ١٩٩٧، التقى به و وزير الخارجية القطري آنذاك، وقد ذكر ذلك اللقاء بالقول:
«حضر وزير الخارجية و ولي العهد القطري. ولي العهد شابٌ في الثامنة عشرة من عمره، و هو الابن الثالث للأمير، و لم يكن مستعداً للإجابة على الأسئلة، فتحدث وزير الخارجية نيابةً عنه، و لم يُخفِ الحاضرون أنّه لا يزال في مرحلة التدريب و التعليم.»

### هوامش
1. ↑  تعيين الشيخ تميم بن حمد آل ثانى ولياً جديداً للعهد في قطر، وكالة الأنباء الكويتية كونا، دخل في 11 يونيو 2010 نسخة محفوظة 07 ديسمبر 2010 على موقع واي باك مشين.
2. ↑  "Qatar's Decision Makers". APS Review. 3 نوفمبر 1997. مؤرشف من الأصل في 2024-12-03. اطلع عليه بتاريخ 2013-06-26.
3. 1 2 3 4  "The Line of Succession". APS Review. 19 سبتمبر 2005. مؤرشف من الأصل في 2023-02-17. اطلع عليه بتاريخ 2013-06-26.
4. ↑  Curtiss، Richard H. (28 فبراير 1997). "The Arabian Gulf in 1997: With Ruling Family's Dispute Settled, Qatar's New Emir Charts Bold Course". Washington Report on Middle East Affairs. ج. 10 ع. 6. مؤرشف من الأصل في 2014-05-18. اطلع عليه بتاريخ 2013-09-19.
5. ↑  Blanchard، Christopher M. (5 مايو 2010). "Qatar: Background and U.S. Relations". CRS Report for Congress. مؤرشف من الأصل في 2020-01-29. اطلع عليه بتاريخ 2013-06-28.
6. ↑  "New Qatar crown prince named". BBC. 5 أغسطس 2003. مؤرشف من الأصل في 2024-11-30. اطلع عليه بتاريخ 2013-06-26.
7. ↑  "New crown prince for Qatar". الجزيرة.نت (بالإنجليزية). 5 Aug 2003. Archived from the original on 2024-02-21. Retrieved 2021-04-19.
8. ↑  "Emir names Sheikh Tamim crown prince". غلف نيوز (بالإنجليزية). 6 Aug 2003. Archived from the original on 2023-02-17. Retrieved 2021-04-19.
9. ↑  "Board of Trustees". Qatar Foundation (بالإنجليزية). Archived from the original on 2024-12-26. Retrieved 2021-02-23.
10. ↑  تَناقُل السُلطه، ٣٣

### قائمة المراجع
هاشمی رفسنجانی، أکبر (2019–2020). قادر باستانی (المحرر). تَناقُلُ السُّلطة (سِجلٌّ وَ ذِكرياتُ عامِ ١٣٧٦) [انتقال قدرت (کارنامه و خاطرات سال ۱۳۷۶)] (بالفارسية). محسن هاشمی رفسنجانی (ط. اول). تهران: مکتب نشر معارف الثوره. ISBN:9789647193450.{{استشهاد بكتاب}}:  صيانة الاستشهاد: تنسيق التاريخ (link)